# Derick Ashe
Derick Rosslyn Ashe (Guildford, 20 de enero de 1919-4 de mayo de 2000) fue un diplomático británico que se desempeñó como embajador en Rumania, embajador en Argentina y representó al Reino Unido en la Conferencia del Comité de Desarme de las Naciones Unidas.

## Biografía

### Primeros años
Nació el 20 de enero de 1919 en Guildford (Surrey). Sus padres fueron Frederick Allen y Rosalind Ashe. Asistió al Trinity College de Oxford. Durante la Segunda Guerra Mundial sirvió en la Infantería ligera de Oxfordshire y Buckinghamshire, a la que se unió el 5 de julio de 1940. Hizo campaña con esta unidad en los Países Bajos. En mayo de 1947, como capitán temporal de «the Ox and Bucks», fue nombrado Caballero de la Orden de Orange-Nassau.
Ingresó al servicio exterior británico el 26 de junio de 1947. Fue consejero en Addis Abeba (Etiopía) de 1962 a 1964. Avanzó al sexto grado en el escalafón diplomático el 5 de noviembre de 1964. Se desempeñó como consejero de embajada en La Habana (Cuba) de 1964 a 1966. En junio de 1966 recibió la Orden de San Miguel y San Jorge. Fue jefe del departamento de seguridad del Ministerio de Relaciones Exteriores y de la Mancomunidad de Naciones de 1966 a 1969. De 1969 a 1971 fue ministro en Tokio (Japón), y embajador en Rumania de 1972 a 1975.

### Argentina
Fue nombrado embajador en Argentina en marzo de 1975 a medida que aumentaban las tensiones entre los gobiernos británico y argentino, lo que finalmente conduciría a la guerra de las Malvinas en 1982. En abril de 1975, un coche bomba explotó frente a la embajada británica en Buenos Aires, matando a un guardia policial. Ashe resultó ileso.
En julio de 1975, James Callaghan, secretario de Relaciones Exteriores británico, quería limitar las discusiones con Argentina a la cooperación en el desarrollo de los recursos petroleros y pesqueros, ya que sería necesario un cambio en la opinión pública británica antes de que el gobierno pudiera acordar alterar su posición de que los malvinenses lo harían. tener que consentir cualquier cambio en la soberanía. Ashe informó a Callaghan que el hecho de no ofrecer una discusión seria sobre la soberanía de las Islas Malvinas «podría verse casi como una invitación abierta a la invasión». El 17 de enero de 1976, Ashe presentó una nota de Callaghan a Raúl Alberto Quijano, Ministro de Relaciones Exteriores argentino. En ella, Callaghan expresaba que la disputa sobre la soberanía de las islas era «improductiva». La respuesta de Quijano fue retirar al Embajador de Argentina en Reino Unido, Manuel de Anchorena, y exigir la retirada de Ashe de Buenos Aires.

### Conferencia de desarme
Fue embajador en la Conferencia del Comité de Desarme de las Naciones Unidas de 1977 a 1979. La conferencia tuvo dificultades para encontrar un punto medio entre las opiniones muy diferentes de dos superpotencias y sus aliados, por un lado, y los estados no alineados, por el otro. Después de una de las sesiones, Ashe dijo que había llamado más la atención sobre el desarme. Sin embargo, deseó haber podido señalar un acuerdo sobre una o más ideas realistas para producir resultados específicos para mejorar la seguridad internacional.